# سليمان كين (فلم)
سليمان كين (بالإنجليزية: Solomon Kane) فيلم لعام 2009 من إخراج مايكل جي باسيت واستنادًا إلى مجلة سليمان كين، يبدَأ الفيلم بلعنة روحه ثم بأحداث مشوقة أدَّت إلى نهاية الفيلم. أُنتج الفيلم بمجموعة فرنسيين وتشيكيين وشركات بريطانية، وصوِّر أغلب الفيلم في جمهورية التشيك. عُرض الفيلم لأول مرة في مهرجان تورونتو السينمائي الدولي ثم في فرنسا وإسبانيا والمملكة المتحدة في نهاية عام 2009 وفي بداية عام 2010 عُرض عالميًا.

## وصلات خارجية
- سليمان كين على موقع IMDb (الإنجليزية)
- سليمان كين على موقع ميتاكريتيك (الإنجليزية)
- سليمان كين على موقع روتن توميتوز (الإنجليزية)
- سليمان كين على موقع نتفليكس (الإنجليزية)
- سليمان كين على موقع قاعدة بيانات الأفلام العربية
- سليمان كين على موقع ألو سيني (الفرنسية)
- سليمان كين على موقع Turner Classic Movies (الإنجليزية)
- سليمان كين على موقع أول موفي (الإنجليزية)
- سليمان كين على موقع بوكس أوفيس موجو (الإنجليزية)
- سليمان كين على موقع فيلمافينيتي (الإسبانية)

سليمان كين على قاعدة بيانات الأفلام على الإنترنت.